# التهاب الدرقية تحت الحاد
التهاب الدرقية تحت الحاد أو التهاب الدرقية دون الحاد (بالإنجليزية: Subacute thyroiditis)‏ هو شكل من أشكال التهابات الغدة الدرقية الذي قد يكون سبباً لكل من التسمم الدرقي وقصور الغدة الدرقية . وهو غير شائع ويمكن أن يصيب الأفراد من كلا الجنسين، وهو أشيع عند النساء من الرجال بثلاثة أضعاف، ويصيب جميع الأعمار. أشيع شكل له هو التهاب الدرقية الورمي الحبيبي تحت الحاد (دي كيرفان)، الذي يتظاهر على شكل تضخم مفاجئ مؤلم في الغدة الدرقية مصحوباً بحمى وتوعك وآلام عضلية. تشير الأدلة غير المباشرة إلى وجود عدوى فيروسية كمسبب لالتهاب الدرقية تحت الحاد، يقتصر هذا الدليل على حدوث عدوى تنفسية علوية سابقة، وارتفاع مستويات الأجسام المضادة الفيروسية، وحدوث الحالات بإطار موسمي وجغرافي، وكذلك قد يكون هناك استعداد وراثي.

## الأنواع
- التهاب الدرقية الورمي الحبيبي تحت الحاد (دي كيرفان)
- التهاب الغدة الدرقية اللمفاوي تحت الحاد
- التهاب الدرقية بعد الولادة
- التهاب الدرقية بالجس